# Operace Domov a zahrada
Operace Domov a zahrada (hebrejsky מבצע בית וגן‎) je název pro kombinovanou vojenskou operaci izraelské armády a dalších bezpečnostních složek v palestinském uprchlickém táboře v Dženínu na Západním břehu. Operace byla zahájena v ranních hodinách 3. července 2023 a skončila 5. července 2023. Podle Izraele se operace zaměřila na palestinské militantní struktury působící v táboře.
Izraelští představitelé od počátku vojenské akce popírali, že by se jednalo o operaci. Podle jednoho z představitelů se jedná o nájezd na úrovni brigády. Samotný název Domov a zahrada se používal pouze pro interní komunikaci v IOS a nikoliv pro veřejnou prezentaci. Název odkazuje k samotnému cíli akce, Dženínu, což je arabský výraz pro zahradu.

## Pozadí
Uprchlický tábor v Dženínu vznikl v první polovině 50. let 20. století. Jeho obyvatele tvoří Palestinci, kteří byli vyhnáni z Izraele po první izraelsko-arabské válce. Počet obyvatel je odhadován na 18 000. Tábor trpí vysokou mírou chudoby a nezaměstnanosti. Izrael považuje uprchlický tábor v Dženínu za jedno z center palestinského hnutí odporu a výchozí bod pro teroristické útoky proti Izraeli. V současné době tento uprchlický tábor ovládá palestinské hnutí Hamás.

## Časová osa

### 3. červenec
Izraelský útok začal v 1 hodinu po půlnoci kombinovanými leteckými nálety a útoky dronů, při kterých bylo napadeno společné velitelství palestinských ozbrojených skupin a dalších 9 palestinských cílů. Krátce poté do tábora vstoupily pozemní jednotky IOS o síle 1000 až 2000 mužů včetně ženijních jednotek, které likvidovaly nástražná zařízení. Díky informacím izraelské bezpečnostní služby Šin bet se izraelským jednotkám podařilo zajistit výrobnu výbušnin, kde nalezly minometné střely, improvizovaná výbušná zařízení, vojenské vysílačky a další vojenský materiál.
Během dne se příslušníci IOS dostali na některých místech do přestřelek s ozbrojenými Palestinci. Jedna z nich proběhla poblíž mešity al-Nasser. Příslušníkům IOS se podařilo část mešity obsadit. V ní poté objevili vstupy do podzemních tunelů a muniční sklady. Do večerních hodin pokračovali izraelští vojáci v likvidaci dalších palestinských základen.
Během dne při bojích zahynulo 9 palestinských ozbrojenců, několik desítek jich bylo zraněno. Podle OCHA izraelské jednotky uzavřely přístupy do uprchlického tábora a prohledávaly všechna vozidla, včetně zasahujících sanitek. Podle OCHA došlo k poškození infrastruktury a obyvatelé Dženínu jsou bez dodávek elektrické energie a vody.

### 4. července

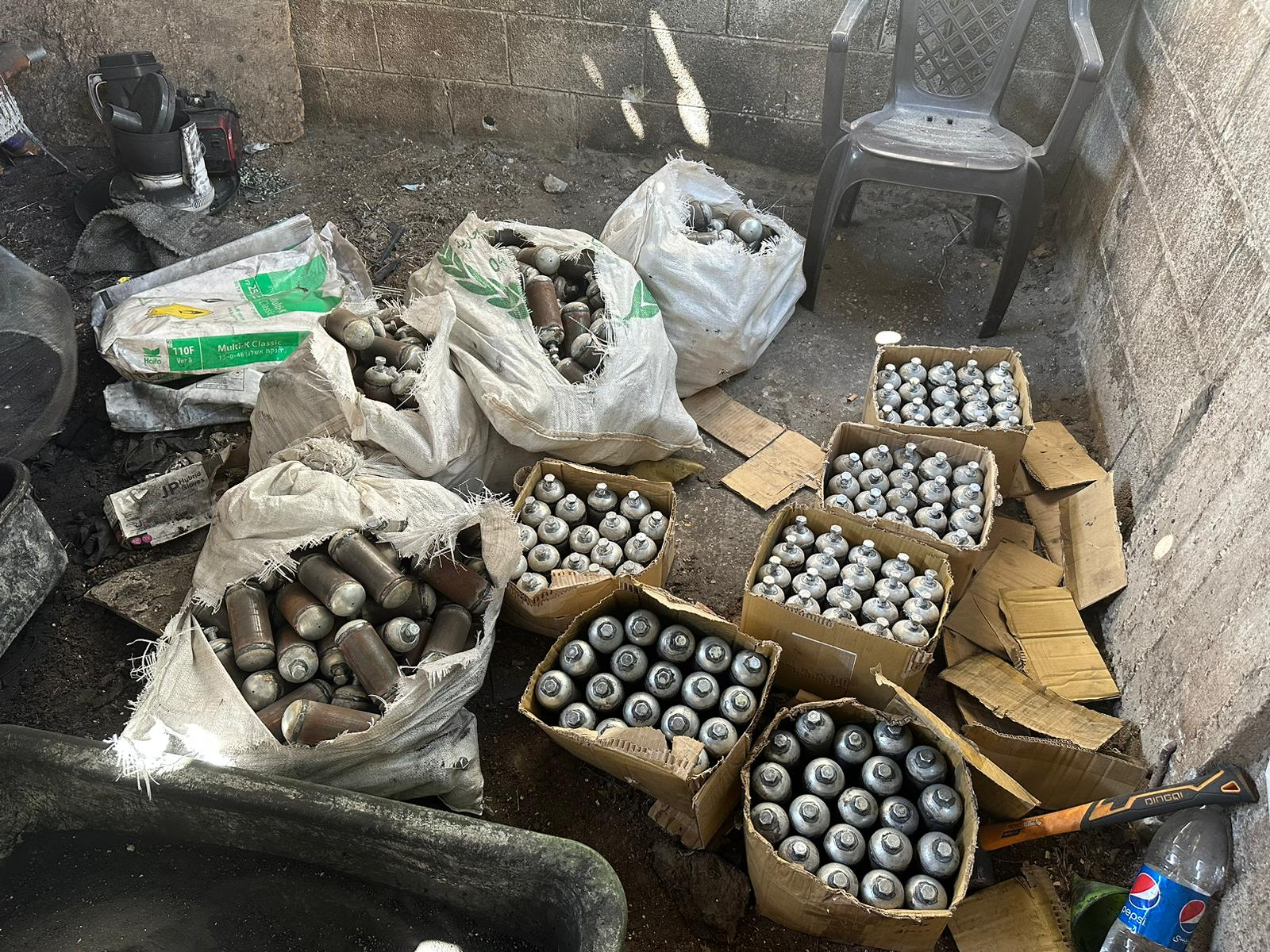
Palestinské zbraně nalezené v Dženínu

Během rána se izraelským jednotkám podařilo odhalit podzemní šachtu s uloženými výbušninami. Dále byly nalezeny zbraně. Izraelští pyrotechnici zničili 11 nástražných zařízení.
Při přestřelce byl během dne zabit další palestinský ozbrojenec. Večer byl během palestinské střelby zabit izraelský voják.
Kolem 21. hodiny se izraelské pozemní jednotky začaly stahovat z uprchlického tábora. Před 22 hodinou zaútočilo izraelské bezpilotní letadlo na palestinskou jednotku. Při útoku byl 1 palestinský ozbrojenec zabit a další byli zraněni.

### 5. července
Velení IOS oficiálně oznámilo ukončení operace s tím, že všechny izraelské jednotky se z Dženínu stáhly.

## Ztráty
Na izraelské straně zahynul 1 izraelský voják, další byli lehce zraněni.
Na palestinské straně dle bylo dle palestinského ministerstva zdravotnictví zabito 12 militantů, dle IOS bylo zabito 18 militantů. Zraněno bylo asi 120 Palestinců, z toho 30 těžce.

## Výsledek operace
Dle IOS bylo lokalizováno a zničeno 6 výroben výbušných zařízení včetně připravených náloží a komponentů pro jejich výrobu. Zničeno bylo 14 bytů využívaných jako velitelské posty. Nalezeny a zabaveny byly útočné pušky M6 včetně střeliva, zabaveny byly finanční hotovosti v šekelech a dolarech určených na financování činnosti. Zničeny byly 2 muniční sklady včetně skladu v mešitě, podzemní chodby a utajené kryty.

## Související incidenty
Po výhrůžce Hamásu a Palestinského islámského džihádu byly v okolí Jeruzaléma rozmístěny baterie Iron Dome. 3. července provedl mladý Palestinec v Bnej Brak útok nožem, při kterém došlo k lehkému zranění jednoho civilisty. Útočník byl následně zatčen. Svůj útok odůvodnil jako pomstu za izraelský zásah v Dženínu. K dalšímu útoku Palestince došlo 4. července v Tel Avivu. Palestinec nejprve najel autem do civilistů a zranil devět lidí. Poté se pokusil o útok nožem. Následně byl zastřelen ozbrojeným civilistou. Během noci z 3. na 4. července skupina Palestinců poničila Josefovu hrobku v Nábulusu.